# La Boucle de cheveux enlevée
La Boucle de cheveux enlevée ou Le Rapt de la boucle (The Rape of the Lock) est un poème narratif héroï-comique écrit par Alexander Pope, d'abord publié anonymement en mai 1712 dans deux chants (334 lignes), puis révisé, étendu et réédité sous le nom de Pope le 2 mars 1714, dans une version très élargie de 5-canto (794 lignes). La forme finale fut disponible en 1717 avec l'ajout de la parole Clarissa sur la bonne humeur.
Le poème est une petite querelle satirique par analogie avec le monde épique des dieux. Il est basé sur un incident relaté par l'ami de Pope, John Caryll. Arabella Fermor et son prétendant, Lord Petre, étaient tous deux de familles catholiques aristocratiques récusantes à une époque en Angleterre où, en vertu de lois du Test Act, toutes les confessions, à l'exception de l'anglicanisme, ont souffert de restrictions légales et de sanctions (Petre ne pouvait pas, par exemple, prendre sa place dans la Chambre des lords en tant que catholique). Petre, convoitant Arabella, avait coupé une mèche de ses cheveux sans autorisation, et, ce faisant, avait donné matière à la rupture de toute relation entre les deux familles. Pope, lui-même catholique, a écrit le poème à la demande d'amis, dans une tentative comique de réconciliation. Il a utilisé le personnage de Belinda pour représenter Arabella et a introduit tout un système de « sylphes », ou esprits gardiens des vierges, une version parodique des dieux et déesses de l'épopée classique.
Ce poème de Pope se moque des traditions de l'épopée classique : l'enlèvement d'Hélène de Troie devient ici le vol d'une mèche de cheveux, les dieux deviennent des sylphes ; le bouclier d'Achille devient un excursus à propos de l'un des jupons de Belinda. Il utilise également le style épique des invocations, des lamentations, des exclamations et des comparaisons, et dans certains cas, ajoute la parodie à l'imitation en suivant la forme du discours d'Homère dans l'Iliade. Bien que le poème soit drôle parfois, Pope évoque la fragilité de la beauté, et la perte d'une mèche de cheveux touche profondément Belinda. Comme sa lettre d'introduction le précise, les femmes de cette période étaient essentiellement supposées décoratives plutôt que rationnelles, aussi la perte d'un attribut de beauté était affaire sérieuse.
L'humour de ce poème vient de la vanité de sa structure verbale formelle empruntée aux poèmes épiques, pour relater des faits sans doute bien anodins.
Trois des lunes d'Uranus sont nommées d'après des personnages de La Boucle de cheveux enlevée : Belinda, Umbriel et Ariel, ce dernier apparaissant aussi dans La Tempête de Shakespeare.
Il s'agit de l'un des poèmes de littérature anglo-saxonne les plus cités pour illustrer le comique exagéré.
Les Belles Lettres publient en 2022 sous le titre Le Rapt de la boucle une nouvelle traduction par Pierre Vinclair préfacée par Guillaume Métayer.